# Thomas Kling
Thomas Kling (* 5. Juni 1957 in Bingen am Rhein; † 1. April 2005 in Dormagen) war ein deutscher Schriftsteller.

## Leben
Thomas Kling wuchs in Hilden auf und besuchte in Düsseldorf ein humanistisches Gymnasium. Er studierte Germanistik, Geschichte und Kunstgeschichte in Köln, Düsseldorf und Wien und hielt sich längere Zeit in Finnland auf. Ab 1983 präsentierte er – zuerst in Wien, dann im Rheinland – seine Gedichte bei öffentlichen Lesungen, die häufig Performancecharakter hatten, und trat gemeinsam mit dem Jazzschlagzeuger Frank Köllges auf.
Er lebte mit seiner Frau, der Malerin Ute Langanky, bis zu seinem Tod 2005 durch Lungenkrebs auf dem Gelände der Raketenstation Hombroich bei Neuss. Thomas Kling wurde in Neuss-Holzheim beerdigt.
Das Thomas-Kling-Archiv ist in den ehemaligen Arbeitsräumen des Lyrikers untergebracht und gehört zu den Archiven der Stiftung Insel Hombroich.

## Werk
Für den Literaturkritiker Michael Braun war Thomas Kling der „zweifellos bedeutendste Dichter seiner Generation“. Er war von Autoren wie Friederike Mayröcker, Ernst Jandl und Paul Celan sowie der Wiener Gruppe um Hans Carl Artmann und Konrad Bayer beeinflusst und gilt als stilbildend für die deutschsprachige Lyrik nach 1990.
Klings Texte sind in ihrer Kompositionsform durch performative Elemente bestimmt, wobei Wortklang und Wortmelodie eine wichtige Rolle spielen. Zugleich ist den Texten jedoch eine sinnliche und semantische Vieldimensionalität konstitutiv. Klings spracharchäologische Gedichte zeigen ihre volle Komplexität erst in den sorgfältig gearbeiteten Druckfassungen.
Kling veröffentlichte seine ersten Texte in der Zeitschrift Zwiebelzwerg – Zeitung für Kunst und Soziales. Sein erstes Buch publizierte er 1977 im Zwiebelzwerg Verlag.
Thomas Kling war Mitglied des PEN-Zentrums der Bundesrepublik Deutschland und der Deutschen Akademie für Sprache und Dichtung in Darmstadt.
2020 erschien im Suhrkamp Verlag eine vierbändige komplette Werkausgabe, herausgegeben von Marcel Beyer.

## Rezeption
Die Kunststiftung NRW richtete 2011 eine Thomas-Kling-Poetikdozentur an der Rheinischen Friedrich-Wilhelms-Universität in Bonn ein. Autoren und Übersetzer aus Nordrhein-Westfalen erhalten dafür ein Stipendium für jeweils zwei Semester und werden mit einem Lehrauftrag am Institut für Germanistik, Vergleichende Literatur- und Kulturwissenschaft versehen. Durch diese Form der Autorenförderung beabsichtigt die Kunststiftung, eine Brücke zwischen Wissenschaft und Literatur zu schlagen.

## Auszeichnungen
- 1986: Förderpreis für Literatur der Landeshauptstadt Düsseldorf[6]
- 1986: 1. Preis beim Nordrhein-Westfälischen Dichtertreffen in Düsseldorf
- 1989: Förderpreis des Landes Nordrhein-Westfalen für Literatur
- 1990: Rolf-Dieter-Brinkmann-Stipendium der Stadt Köln
- 1991: Förderpreis des Kulturkreises im Bundesverband der Deutschen Industrie e. V.
- 1994: Else-Lasker-Schüler-Preis für Lyrik
- 1997: Peter-Huchel-Preis
- 1999: Deutscher Kritikerpreis
- 2001: Ernst-Jandl-Preis
- 2005: Literaturpreis der Stadtsparkasse Düsseldorf

## Werke
- der zustand vor dem untergang. Düsseldorf 1977.
- BUSLADUNGEN, aus Geschmacksverstärker Gedichte. Frankfurt am Main 1985–1993.
- erprobung herzstärkender mittel. Düsseldorf 1986.
- geschmacksverstärker. Frankfurt am Main 1989.
- verkehrsfunk. 1989.
- brennstabm. Frankfurt am Main 1991.
- nacht.sicht.gerät. Frankfurt am Main 1993.
- wände machn. Münster 1994.
- morsch. Frankfurt am Main 1996.
- Itinerar. Frankfurt am Main 1997.
- Wolkenstein. Mobilisierun’. Münster 1997.
- GELÄNDE camouflage. Münster 1997 (mit Ute Langanky).
- Dampfbetriebene Liebesanstalt. Gedichte des russischen Futurismus. Düsseldorf 1999 (CD, mit Alexander Nitzberg).
- Fernhandel. Köln 1999 (Lesung liegt auf CD bei).
- Botenstoffe. Köln 2001.
- TYROLTYROL. Hörstükk. Bielefeld 2001 (Hörbuch, mit Jörg Ritzenhoff).
- Sondagen. Köln 2002.
- Auswertung der Flugdaten. Köln 2005.
- Gesammelte Gedichte. Köln 2006.
- Die BAADER-Briefe. In: Krachkultur 12/2008.
- Die gebrannte Performance. Lesungen und Gespräche. Ein Hörbuch. Herausgegeben von Ulrike Janssen und Norbert Wehr (= Schriftenreihe der Kunststiftung NRW. Band 5). Lilienfeld Verlag, Düsseldorf 2015, ISBN 978-3-940357-49-6 (4 CDs mit Begleitbuch). Jahrespreis der deutschen Schallplattenkritik 2015; Hörbuch des Jahres 2015 der hr2-Hörbuchbestenliste
- Werke in vier Bänden. Marcel Beyer (Hrsg.). Suhrkamp, Berlin 2020, ISBN 978-3-518-42955-6.

### Briefe
- Thomas Kling, Oskar Pastior: „Grüß mir die Entrüttung!“ Aus dem Briefwechsel. Hrsg. von Diego León-Villagrá. In: Schreibheft. Zeitschrift für Literatur, Nr. 94, Essen 2020, S. 151–164.

### Herausgeberschaft
- Friederike Mayröcker: Benachbarte Metalle. Suhrkamp, Frankfurt am Main 1998, ISBN 3-518-22304-6 (= Bibliothek Suhrkamp. 1304).
- Sabine Scho: Thomas Kling entdeckt Sabine Scho. Hamburg [u. a.] 2001.
- Sprachspeicher. 200 Gedichte auf Deutsch vom achten bis zum zwanzigsten Jahrhundert. Köln 2001, ISBN 3-7701-5813-X.

### Übersetzungen
- Gaius Valerius Catullus: Das Haar der Berenice. Ostfildern 1997.

### Hörspiel
- Ulrike Janssen: Vogelherdrecherche - Hörspiel über den Lyriker Thomas Kling. Deutschlandfunk und Hessischer Rundfunk, 2011.